# Park Narodowy Wielkiego Kanionu
Park Narodowy Wielkiego Kanionu (ang. Grand Canyon National Park) – park narodowy położony w hrabstwach Coconino i Mohave w północnej części stanu Arizona w USA. Został utworzony w 1919 roku i jest jednym z najstarszych parków narodowych w Stanach Zjednoczonych. Całkowita powierzchnia parku wynosi 4 926,66 km² (1 902 mil²). Swoim terenem obejmuje Wielki Kanion Kolorado – przełom rzeki Kolorado.

## Historia
Region wokół Wielkiego Kanionu Kolorado został po raz pierwszy objęty ochroną federalną decyzją prezydenta Benjamina Harrisona z 20 listopada 1893 roku, który ustanowił w tym regionie rezerwat leśny. Prezydent Theodore Roosevelt  11 stycznia 1908 roku ze względu na „niezwykłe znaczenie naukowe, jako największego naturalnego kanionu w Stanach Zjednoczonych” ustanowił w tym miejscu pomnik narodowy pod nazwą Grand Canyon National Monument. Ponad dekadę później, 26 lutego 1919 roku Kongres przekształcił pomnik w park narodowy. Prezydent Herbert Hoover chcąc powiększyć obszar objęty ochroną 22 grudnia 1932 roku ponownie ustanowił Grand Canyon National Monument jako pomnik narodowy graniczący z istniejącym parkiem. Z kolei w 1975 roku podwojono powierzchnię Parku Narodowego Wielkiego Kanionu włączając do niego drugi pomnik narodowy Grand Canyon National Monument. W 1979 roku park wpisano na Listę światowego dziedzictwa UNESCO.
Ustanowienie Wielkiego Kanionu parkiem narodowym zapobiegło budowie na jego obszarze zapory na rzece Kolorado, która ostatecznie powstała w jej górnym biegu, jako zapora Glen Canyon Dam, która zalewając Glen Canyon utworzyła sztuczne jezioro Powella.

## Dostępność
Większość zwiedzających przybywa do południowej krawędzi kanionu, podążając drogą stanową 64. Droga dociera do południowego wjazdu do parku w pobliżu Tusayan, następnie skręca na wschód opuszczając park wschodnim wjazdem.
Wszystkimi miejscami noclegowymi w parku zarządza Xanterra corporation.
Siedziba główna parku mieści się w Grand Canyon Village, niedaleko od południowego wjazdu, w którym znajdują się także najpopularniejsze punkty widokowe. Wzdłuż około 30 mil południowej krawędzi biegnie droga.
Dużo mniej miejsc dla turystów oferuje północna krawędź, do której dociera się drogą stanową 67.
W granicach stanu nie ma drogowego połączenia między obiema krawędziami, z wyjątkiem drogi prowadzącej przez most Navajo Bridge, w pobliżu miasta Page. Pokonanie tej trasy zajmuje około 5 godzin. Alternatywną trasą jest droga przez Las Vegas i Zaporę Hoovera.
Wielki Kanion jest obszarem powietrznym o specjalnych zasadach, z wyznaczonymi terenami, gdzie loty są zakazane i terenami, gdzie obowiązuje minimalna wysokość lotu. Zasady te wprowadzono, aby zredukować natężenie hałasu i zanieczyszczenie na obszarze parku. Poza terenem parku znajduje się obsługujące je lotnisko Grand Canyon National Park (kod IATA: GCN).

## Fauna
Według danych inwentaryzacyjnych National Park Service na terenie Parku Narodowego Wielkiego Kanionu występuje 385 gatunków zwierząt kręgowych, w tym 84 gatunki ssaków, 230 gatunków ptaków, 42 gady, 8 płazów oraz 21 ryb.

## Flora
Na terenie Parku Narodowego Wielkiego Kanionu występuje ok. 1737 gatunków roślin naczyniowych, 167 gatunków grzybów, 64 gatunki mchów oraz 195 gatunków porostów.